# Eduardo Yáñez (actor)
Eduardo Yáñez Luévano (Chihuahua, 25 de septiembre de 1960) es un actor mexicano.

## Biografía

### Trayectoria artística
Hijo de María Eugenia Yáñez Luévano, fue criado sin su padre biológico, del cual nunca tuvo conocimiento. Participó en las telenovelas El amor nunca muere y Corazón Salvaje, y protagonizó Senda de gloria, Dulce desafío, Yo compro esa mujer y En carne propia. En Telemundo protagonizó Marielena y Guadalupe.
Por su actuación en Yo compro esa mujer se le concedió ser nombrado como el mejor actor del año. También ha actuado en conocidas películas estadounidenses tales como Striptease, en la que compartió roles con Demi Moore, The Punisher, Man on fire y en las series Cold Case y CSI: Miami.
Luego de varios años de estar ausente en la televisión mexicana, Eduardo regresó nuevamente para protagonizar a lado de Alejandra Barros la telenovela La verdad oculta, en 2006. Un año después, protagonizó  Destilando amor a lado de Angélica Rivera. En 2008, protagonizó Fuego en la sangre por tercera vez con Adela Noriega, a lado de Jorge Salinas, Elizabeth Álvarez, Pablo Montero y Nora Salinas.
En el 2011 apareció como un político venezolano en un capítulo de la segunda temporada de NCIS: Los Angeles. En el 2012, Eduardo regresó nuevamente para protagonizar la telenovela Amores verdaderos, en la que encarna el papel de José Ángel Arriaga junto a Erika Buenfil. Y en el 2015, reaparece en las telenovelas, protagonizando la telenovela Amores con trampa en el papel de Facundo Carmona, en compañía de Itatí Cantoral, Ernesto Laguardia y África Zavala.
En 2015 protagonizó junto con Fernando Colunga la película Ladrones.

## Vida personal
Yáñez se casó en 1987 con Norma Adriana García, con quien procreó a su hijo Eduardo. El actor y García se divorciaron en 1990. En 1991, se fue a trabajar a Estados Unidos. En 1997, volvió a casarse, esta vez con una cubanoamericana llamada Francesca, de quien se divorció en 2003. Regresó a la Ciudad de México en 2005.

## Filmografía

### Cine
- Infelices Para Siempre (2023)...
- El Niño Dios (2022)...Herodes el Grande
- Súper bomberos (2019)
- The fifth sun (2016)
- Junkyard Paradise (2016)...Joaquín
- Ladrones (2015)... Santiago Guzmán
- Don Quijote (2014).... Mounted Brother
- A change of heart (2014).... David
- All you've got (2006)... Javier Espinoza
- Hot tamale (2006)... Sammy
- Man on fire (2004)... Bodyguard 2A
- The punisher (2004)... Mike Toro
- Meggido: The omega code II (2001)... General García
- Knockout (2000)... Mario Rodríguez
- Dr. Quinn The Movie(1999)...Valdéz
- Held up (1999)... Rodrigo
- Wild things (1998)... Frankie Condo
- Miami hustle (1996)... José
- Striptease (1996)... Chico
- Polvo de muerte (1991)
- Carrera contra la muerte (1990)... Fabián Albarrán
- Operación asesinato (1989)
- Bancazo en las Monchis (1988)
- Contrabando, amor y muerte (1988)
- Pánico en la carretera (1988)
- Asesinato en la plaza Garibaldi (1987)
- Hombres de arena (1987)
- Días de matanza (1987)
- Yako, cazador de malditos (1986)... José Luis / Yako
- Los enviados del infierno: el maleficio 2 (1986)... Profesor Andrés
- Enemigos a muerte (1985)... Jorge
- Narco terror (1985)... Roca
- Contrato con la muerte (1985)... Andrés González
- La muerte cruzó el Río Bravo (1984)... Fernando

### Telenovelas
| Año       | Título                | Personaje                                                                       |
| --------- | --------------------- | ------------------------------------------------------------------------------- |
| 1981      | El hogar que yo robé  | Barmán                                                                          |
| 1981-1982 | Quiéreme siempre      | Carlos Ruiz                                                                     |
| 1982      | El amor nunca muere   | Alfonso Conde                                                                   |
| 1983-1984 | El maleficio          | Diego Flores                                                                    |
| 1984      | Tú eres mi destino    | Fabián                                                                          |
| 1987      | Senda de gloria       | Manuel Fontana Santacilla                                                       |
| 1988-1989 | Dulce desafío         | Enrique Toledo                                                                  |
| 1990      | Yo compro esa mujer   | Alejandro Aldama                                                                |
| 1990-1991 | En carne propia       | Leonardo Rivadeneira                                                            |
| 1992-1993 | Marielena             | Luis Felipe Sandoval                                                            |
| 1993-1994 | Guadalupe             | Alfredo Robinson/ Alfredo Mendoza                                               |
| 2002-2003 | Te amaré en silencio  | Camilo Espada/ El Lobo                                                          |
| 2006      | La verdad oculta      | Juan José Victoria Ocampo                                                       |
| 2007      | Destilando amor       | Rodrigo Montalvo                                                                |
| 2008      | Fuego en la sangre    | Juan Robles Reyes                                                               |
| 2009-2010 | Corazón salvaje       | Juan de Dios San Román Montes de Oca / Juan Aldama de La Cruz / Juan del Diablo |
| 2012-2013 | Amores verdaderos     | José Ángel Arriaga                                                              |
| 2015      | Amores con trampa     | Facundo Carmona                                                                 |
| 2018-2021 | Falsa identidad       | Don Mateo Corona                                                                |
| 2019-2022 | La Reina del Sur      | Antonio Alcalá                                                                  |
| 2019-2020 | Sin miedo a la verdad | Presidente Emilio Lozada                                                        |
| 2022      | Corazón guerrero      | Octavio Sánchez                                                                 |
| 2023      | Juego de mentiras     | Pascual del Río                                                                 |
| 2023-2024 | Golpe de suerte       | Ignacio "Nacho" Pérez                                                           |

### Series de televisión
- Mi tío (2022)...Billy[5]
- NCIS: Los Ángeles (2007)... Antonio Medina capítulo: Enemy Mitin.
- Caín y Abel
- Cold Case ... Félix La Rosa (1 capítulo)
- CSI: Miami (episodio 1x10)... Genio del Mal
- Papá soltero (1987)... episodio "Alejandra se enamora de Eduardo Yáñez"
- Falsa identidad

## Premios y nominaciones

### Premios ACE
| Año  | Categoría                          | Telenovela          | Resultado |
| ---- | ---------------------------------- | ------------------- | --------- |
| 2009 | Mejor actor de televisión escénica | Fuego en la sangre  | Ganador   |
| 2008 | Mejor actor de televisión escénica | Destilando amor     | Ganador   |
| 1992 | Figura masculina del año           | Marielena           | Ganador   |
| 1991 | Figura masculina del año           | Yo compro esa mujer | Ganador   |

### Premio Emmy
| Año  | Categoría                 | Telenovela | Resultado |
| ---- | ------------------------- | ---------- | --------- |
| 1993 | Mejor actor de televisión | Guadalupe  | Ganador   |

### TV Adicto Golden Awards
| Año  | Categoría    | Telenovela      | Resultado |
| ---- | ------------ | --------------- | --------- |
| 2007 | Mejor pareja | Destilando amor | Ganador   |

### Premios Bravo
| Año  | Categoría               | Telenovela      | Resultado |
| ---- | ----------------------- | --------------- | --------- |
| 2008 | Mejor actor protagónico | Destilando amor | Ganador   |

### Premios TVyNovelas
| Año  | Categoría                  | Telenovela          | Resultado |
| ---- | -------------------------- | ------------------- | --------- |
| 2009 | Mejor actor                | Fuego en la sangre  | Nominado  |
| 2008 | Mejor actor                | Destilando amor     | Ganador   |
| 2007 | Mejor actor protagónico    | La verdad oculta    | Ganador   |
| 1991 | Mejor actor protagónico    | Yo compro esa mujer | Ganador   |
| 1990 | Mejor actor joven          | Dulce desafío       | Ganador   |
| 1988 | Mejor actor protagónico    | Senda de gloria     | Ganador   |
| 1984 | Mejor revelación masculina | El maleficio        | Nominado  |

### Premios Juventud
| Año  | Categoría        | Telenovela        | Resultado |
| ---- | ---------------- | ----------------- | --------- |
| 2013 | ¡Está buenísimo! | Amores verdaderos | Nominado  |

### Favoritos del público
| Año  | Categoría                           | Telenovela        | Resultado |
| ---- | ----------------------------------- | ----------------- | --------- |
| 2014 | Pareja favorita (con Erika Buenfil) | Amores verdaderos | Ganador   |

### Otros reconocimientos
- 2007: La revista People en Español lo nombró como uno de "Los 50 latinos más bellos"[12]
- 2008: La revista People en Español lo nombró como "El hombre hispano más sexy"[13]
- 2009: La revista Quién lo nombró como "El hombre más sexy de México"[14]
- 2013: La revista People en Español lo nombró como uno de "Los 50 latinos más bellos"[15]